# HYLAS 1
HYLAS 1, ein Akronym aus Highly Adaptable Satellite, ist der Name eines kleinen geostationären Kommunikationssatelliten, welcher von Avanti Communications betrieben wird.

## Technische Daten
Die Satellitenstruktur von HYLAS basiert auf dem kommerziellen Standard-Satellitenbus I-2K von Antrix, einem Unternehmen der indischen Raumfahrtagentur ISRO. Als Nutzlast trägt er zwei Ku-Band-Transponder, hauptsächlich für HDTV, acht Ka-Band-Transponder mit acht Spotbeams (forward link) und einem zusätzlichen Ka-Band Transponder (return link). Die Signale werden über je eine Antenne abgestrahlt, wobei die Doppelantenne für das Ka-Band eine Größe von 1,6 × 1,35 m und die Ku-Band Antenne einen Durchmesser von 1,6 m besitzt. Sie ermöglichen Kunden in Europa die Versorgung mit bis zu 300.000 Breitband-Internetzugängen und zusätzlich mit einer Reihe von konventionellen Telekommunikationsdiensten.
EADS Astrium baute den Satelliten, mit Unterstützung der ESA und der britischen Raumfahrtagentur BNSC. Die Gesamtkosten liegen bei 120 Mio. €, wovon die ESA 34 Mio. € übernimmt. Der Betreiber des Satelliten ist die britische Firma Avanti.

## Missionsverlauf
HYLAS 1 sollte beim ersten Start einer Sojus-Rakete vom Weltraumbahnhof Kourou ins All gebracht werden.  Ursprünglich war mit der Sojus der Start schon für September 2010 angestrebt worden, und danach für Oktober 2010. Da sich dieser immer weiter verschoben hatte, kam stattdessen eine Ariane 5 ECA zum Einsatz. Der Start erfolgte am 26. November 2010 um 18:39 UTC zusammen mit Intelsat 17 von Kourou in Französisch-Guayana aus. Der Nachfolgesatellit HYLAS 2 wurde am 2. August 2012 ebenfalls von Kourou mit einer Ariane 5ECA gestartet.